# Молибдат рубидия
Молибдат рубидия — неорганическое соединение, соль металла рубидия и молибденовой кислоты с формулой Rb2MoO4 (MoO4Rb2), 
белые кристаллы,
растворяется в воде.

## Получение
- Растворение оксида молибдена(VI) в тёплом растворе гидроксида рубидия:

{\displaystyle {\mathsf {MoO_{3}+2RbOH\ {\xrightarrow {30^{o}C}}\ Rb_{2}MoO_{4}+H_{2}O}}}

## Физические свойства
Молибдат рубидия образует белые кристаллы
моноклинной сингонии,
пространственная группа C 2/m,
параметры ячейки a = 1,282 нм, b = 0,6253 нм, c = 0,7842 нм, β = 115,64°, Z = 4,
структура тира молибдата калия
.
В интервале температур 230-500°С переходит в фазу
ромбической сингонии,
пространственная группа P mcn,
параметры ячейки a = 0,6460 нм, b = 1,127 нм, c = 0,8185 нм, Z = 4 (при 310°С).
В температуре выше 500°С переходит в фазу
гексагональной сингонии,
пространственная группа P 3m1,
параметры ячейки a = 0,6541 нм, c = 0,8445 нм, Z = 2 (при 520°С).
Растворяется в воде,
не растворяется в этеноле.